# أقاليم إيليرية
كانت الأقاليم الإيليرية إقليم ذاتي الحكم من فرنسا في أثناء عهد الإمبراطورية الفرنسية الأولى التي كانت قائمة تحت حكم نابليون منذ 1809 حتى 1814. ضم الإقليم كرواتيا وسلوفينيا وغوريتسيا وأجزاء من النمسا المعاصرة. وكانت عاصمته ليوبليانا (بالألمانية: Laybach، لايباخ). شمل ستة أقاليم، ما جعله جزءًا كبيرًا نسبيًا من أراضي فرنسا آنذاك. قُسمت أجزاء كرواتيا إلى كرواتيا مدنية وكرواتيا عسكرية، كانت الأولى بمثابة مساحة سكنية للمهاجرين الفرنسيين والسكان الكروات والأخيرة كقاعدة عسكرية لمراقبة الدولة العثمانية.
غزا نابليون بونابرت المنطقة بجيشه الكبير عام 1809 بعد انتصارات رئيسية خلال حرب التحالف الخامس لإجبار الإمبراطورية النمساوية على التنازل عن أجزاء من أراضيها. كان دمج الأراضي في فرنسا هو وسيلة بونابرت للسيطرة على منفذ النمسا إلى البحر الأبيض المتوسط والبحر الأدرياتيكي وتوسيع إمبراطوريته شرقًا. عين بونابرت أربعة حكام لنشر البيروقراطية والثقافة واللغة الفرنسية. كان أوغست دو مارمون الحاكم الأكثر شهرةً وتأثيرًا، وتولى معظم أوامر بونابرت في المنطقة. خلف مارمون هنري غاسيان برتراند (1811-1812) وجان أندوش جونوت (1812–13) وجوزيف فوشيه (1813–1814).
روّج مارمون قانون نابوليون في مختلف أنحاء المنطقة وقاد توسيعًا كبيرًا في البنية التحتية. وخلال عام 1810، أنشأت السلطات الفرنسية المدارس المركزية (Écoles centrales) في كرواتيا وسلوفينيا. ورغم أنه سُمح للولايات المعنية بالكلام والعمل بلغاتها الأصلية، فقد عُينت اللغة الفرنسية لغةً رسميةً، وأُدير قسم كبير من الإدارة الاتحادية على هذا النحو. ساهم الحكم الفرنسي بشكل كبير في الأقاليم حتى بعد انتزاع الإمبراطورية النمساوية السلطة الفرنسية من تلك المنطقة في عام 1814. قدم نابليون قدرًا أعظم من الثقة الذاتية الوطنية والوعي بالحريات، بالإضافة إلى العديد من الإصلاحات السياسية. فقد قدم المساواة أمام القانون، والخدمة العسكرية الإلزامية للرجال، والنظام الضريبي الموحد، وألغى بعض الامتيازات الضريبية، وأدخل الإدارة الحديثة، وفصل الكنيسة عن الدولة، وأمم النظام القضائي. شهد الوجود الفرنسي في هذه المنطقة انتشارًا للثقافة الفرنسية وتأسيس الحركة الإيليرية.

## أصل الكلمة
يُشكل استخدام اسم «إيليرية» إشارة كلاسيكية حديثة إلى القبائل الإيليرية القديمة التي عاشت في منطقة الساحل الدلماسي، التي عُرفت باسم إيليريا في العصور القديمة وإيليركوم خلال العصر الروماني. في الأساطير اليونانية اللاحقة، كان إيليروس ابن قدموس وهارمونيا الذي حكم إيليريا في النهاية وأصبح السلف المسمى لكامل الشعب الإيليري.

## لمحة تاريخية
احتل الجيش الثوري الفرنسي الأراضي السلوفينية، التي حكمتها ملكية هابسبورغ، أولًا بعد معركة تارفيس في مارس 1797، بقيادة الجنرال نابليون بونابرت. تسبب الاحتلال في اضطرابات مدنية ضخمة. حاولت القوات الفرنسية بقيادة الجنرال جان بابتيست برنادوت تهدئة السكان القلقين بإصدارها إشعارات عامة خاصة نُشرت أيضًا باللغة السلوفينية. أثناء انسحاب الجيش الفرنسي، توقف القائد العام بونابرت ومرافقته في ليوبليانا في 28 أبريل 1797. بعد معركة أوسترليتز عام 1805 وصلح برسبورغ، احتلت القوات الفرنسية مرة أخرى أجزاء من أراضي سلوفينيا. كان تزويد القوات الفرنسية ومستحقات الحرب المرتفعة عبئًا كبيرًا على سكان الأراضي المحتلة. لم يوقف تأسيس الألوية الإقليمية في يونيو 1808 والاستعدادات المكثفة للحرب الجديدة جيش نابليون الكبير، الذي هزم القوات النمساوية تمامًا في معركة فاغرام في 6 يوليو 1809.
بعد الهزيمة النمساوية، أُنشئت الأقاليم الإيليرية بموجب معاهدة شونبرون في 14 أكتوبر 1809، عندما تنازلت الإمبراطورية النمساوية عن أراضي كارينثيا الغربية («العليا») مع ليينز في شرق تيرول، وكارنيولا، وغوريزيا وغراديسكا، وإمبراطورية مدينة تريست الحرة، ومارس إستريا، والأراضي الكرواتية جنوب غرب نهر سافا إلى الإمبراطورية الفرنسية. دُمجت هذه الأراضي الواقعة شمال وشرق البحر الأدرياتيكي مع الأراضي دالماسيا وإستريا البندقية السابقة، التي ضمتها النمسا في معاهدة كامبو فورميو عام 1797، وجمهورية راغوزا السابقة، وكانت قد فُصلت جميعها للتو إلى المملكة النابليونية الإيطالية في 1805 و1808، إلى مقاطعات إيليرية، اعتُبرت جزءًا من فرنسا عمليًا.
فرضت البحرية الملكية حصارًا على البحر الأدرياتيكي بعد توقيع معاهدة تيلسيت (يوليو 1807)، ما أدى إلى توقف الشحن التجاري، وهو إجراء أثر بشكل خطير على اقتصاد المدن الساحلية الدلماسية. فشلت محاولة القوة الفرنسية-الإيطالية المشتركة للاستيلاء على جزيرة فيس (ليزا) الدلماسية التي سيطرت عليها بريطانيا في 22 أكتوبر 1810.
في أغسطس 1813، أعلنت الإمبراطورية النمساوية الحرب مرة أخرى على فرنسا. غزت القوات النمساوية بقيادة الجنرال فرانز توماسيتش الأقاليم الإيليرية. وغيرت القوات الكرواتية التي التحقت بالجيش الفرنسي ولاءها. استسلمت مدينة زارا (تسمى الآن زادار) للقوات النمساوية والبريطانية بعد حصار استمر 34 يومًا في 6 ديسمبر 1813. في دوبروفنيك، طرد تمرد الفرنسيين وأُنشئت إدارة راغوزية مؤقتة، على أمل استعادة الجمهورية. احتلها الجنود النمساويون في 20 سبتمبر 1813. احتلت قوات الجبل الأسود منطقة كاتارو (تسمى الآن خليج كوتور) وضواحيها عام 1813، وسيطرت عليها حتى عام 1814، عندما دفع ظهور قوة نمساوية أمير الجبل الأسود إلى تسليم الإقليم إلى الإدارة النمساوية في 11 يونيو. انسحب البريطانيون من الجزر الدلماسية كجزء نهائي من عملية تسليم هذه الجزر إلى حلفائهم النمساويين في يوليو 1815، بعد انتهاء معركة واترلو.

## الإدارة
تأسست العاصمة في لاباخ، أي ليوبليانا في سلوفينيا المعاصرة. وفقًا لمرسوم نابليون المتعلق بتنظيم إيليريا (Decret sur l'organisation de l'Illyrie)، الصادر في 15 أبريل 1811، تألفت الحكومة المركزية للأقاليم الإيليرية (Gouvernement general des provinces d'Illyrie) في ليوبليانا من الحاكم العام (gouverneur-général)، والمشرف العام للشؤون المالية (intendant général des finances) ومفوض القضاء (commissaire de justice). مع قاضيين من محكمة الاستئناف في ليوبليانا شكلا المجلس الصغير (Petit conseil) كسلطة قضائية وإدارية عليا للأقاليم.

### التقسيم
تكونت المنطقة في البداية من أحد عشر مقاطعة، رغم أن التقسيم الفرعي لم يُسن بالكامل قط:
في عام 1811، شهدت الأقاليم الإيليرية إعادة تنظيم إداري، عندما قسمت البلاد في البداية إلى أربعة أقسام هي: ليباخ (ليوبليانا)، وكارلشتات (كارلوفاتش)، وترييستي (تريست)، وزارا (زادار) - في 15 أبريل في سبع أقاليم (معتمديات مشابهة للمقاطعات الفرنسية). قُسمت الأقاليم إلى دوائر، والدوائر إلى كانتونات. حكم الإقليم (المعتمدية) مشرف إقليمي وأدار المندوبون الفرعيون الدوائر (كان لكل عاصمة دائرة لم تكن عاصمة إقليم تفويض فرعي مع مندوب فرعي، يشبه المحافظ الفرعي الفرنسي) وتولى قضاة الصلح مقاعدهم في الكانتونات. كانت البلديات -مع المجلس البلدي، والعمدة ونواب العمد في البلديات الكبيرة؛ أو المجلس، ورئيس البلدية، الموظف الإداري، ونائب الرئيس، نائب الموظف الإداري- وحدات من الحكومة المحلية. وعين الإمبراطور أو الحاكم العام جميع المسؤولين والمستشارين، حسب مدى صلة كل منهم و/أو حجم وحدة التقسيم الفرعي التي خدموا فيها.